# Farol (Paraná)
Farol ist ein brasilianisches Munizip in der Mitte des Bundesstaats Paraná. Es hat 3.039 Einwohner (2022), die sich Farolenser nennen. Seine Fläche beträgt 289 km². Es liegt 584 Meter über dem Meeresspiegel.

## Etymologie
Ursprünglich trug der Ort den Namen Pinhalão. Da es bereits eine andere Stadt mit demselben Namen in Paraná gab, begannen die Einwohner, sie Encruzo do Farol und dann Farol do Oeste und schließlich nur Farol zu nennen. Der Name Farol (deutsch: Laterne oder Scheinwerfer) entstand durch eine fluoreszierende Beschilderung der Kreuzung der Straßen von Campo Mourão nach Pinhalão (heute Farol) und nach Boa Esperança.

## Geschichte

### Besiedlung
Die Siedlung, die heute die Stadt Farol bildet, entstand 1942 mit der Ankunft einiger Familien aus dem Süden Paranás. Die ersten Einwohner waren Manoel Soares de Lima und Antonio Dutra. Dutra  wurde zum Polizeiinspektor des kleinen Dorfes ernannt. Die ersten Häuser wurden 1948 von Dutra und Silvino Chumowski gebaut, als das Dorf unter dem Namen Pinhalão D'Oeste zu einem Patrimônio (Hofgut) erklärt wurde.

### Erhebung zum Munizip
Farol wurde durch das Staatsgesetz Nr. 9785 vom 25. Oktober 1991 aus Campo Mourão ausgegliedert und in den Rang eines Munizips erhoben. Es wurde am 1. Januar 1993 als Munizip installiert.

## Geografie

### Fläche und Lage
Farol liegt auf dem Terceiro Planalto Paranaense (der Dritten oder Guarapuava-Hochebene von Paraná). Seine Fläche beträgt 289 km². Es liegt auf einer Höhe von 584  Metern.

### Vegetation
Das Biom von Farol ist Mata Atlântica.

### Klima
Das Klima ist gemäßigt warm. Es werden hohe Niederschlagsmengen verzeichnet (1806 mm pro Jahr). Im Jahresdurchschnitt liegt die Temperatur bei 21,2 °C. Die Klimaklassifikation nach Köppen und Geiger lautet Cfa.

### Gewässer
Farol liegt im Einzugsgebiet des Rio Piquiri. Der Rio Goioerê bildet die nördliche, sein linker Nebenfluss Rio Riozinho die südliche Grenze des Munizips.

### Straßen
Farol liegt an der BR-272 zwischen Goioerê im Westen und  Campo Mourão im Osten.

### Nachbarmunizipien
| Tuneiras do Oeste |                                             | Araruna      |
| Janiópolis        | Kompassrose, die auf Nachbargemeinden zeigt | Campo Mourão |
| Boa Esperança     | Mamborê                                     |              |

## Stadtverwaltung
Bürgermeister: Oclecio de Freitas Meneses, Podemos (2021–2024)
Vizebürgermeister: Iranlei Saraiva, Podemos (2021–2024)

## Demografie

### Bevölkerungsentwicklung
| Jahr | Einwohner | Stadt | Land |
| ---- | --------- | ----- | ---- |
| 2000 | 3.963     | 49 %  | 51 % |
| 2010 | 3.472     | 58 %  | 42 % |
| 2022 | 3.039     |       |      |

Quelle: IBGE, bis 2010: Volkszählungen und Volkszählung 2022

### Ethnische Zusammensetzung
| Gruppe * | 2000    | 2010    | wer sich als …                                                                   |
| --- | ------- | ------- | -------------------------------------------------------------------------------- |
| Weiße | 57,9 %  | 55,5 %  | weiß bezeichnet                                                                  |
| Schwarze | 6,1 %   | 3,6 %   | schwarz bezeichnet                                                               |
| Gelbe | 0,0 %   | 1,4 %   | von fernöstlicher Herkunft wie japanisch, chinesisch, koreanisch etc. bezeichnet |
| Braune | 35,5 %  | 39,5 %  | braun oder als Mischung aus mehreren Gruppen bezeichnet                          |
| Indigene | 0,4 %   | 0,0 %   | Ureinwohner oder Indio bezeichnet                                                |
| ohne Angabe | 0,1 %   | 0,0 %   |                                                                                  |
| Gesamt | 100,0 % | 100,0 % |                                                                                  |
| *) Das IBGE verwendet für Volkszählungen ausschließlich diese fünf Gruppen. Es verzichtet bewusst auf Erläuterungen. Die Zugehörigkeit wird vom Einwohner selbst festgelegt. |         |         |                                                                                  |

Quelle: IBGE (Stand: 1991, 2000 und 2010)